# Orongo
Orongo, que significa en rapanui El Llamado, es un yacimiento arqueológico de Chile, situado al suroeste de Rapa Nui en la cima del volcán Rano Kau. Es una aldea ceremonial construida con motivo del culto de Make-Make y la competencia del tangata-manu. Su uso era estacional, pues se utilizaba sólo una cuantas semanas al año, en el inicio de la primavera.
Se trata de un poblado con edificios con forma de botes construidos en piedra laja o keho, los cuales al estar semi hundidos, asemejan cuevas.
Orongo es también el principal sitio de arte rupestre de Rapa Nui, con centenares de variados petroglifos que dan cuenta de la importancia que alcanzó esta aldea en tiempos antiguos. La aldea fue construida hacia fines del siglo XVI, aunque el culto del tangata-manu parece que fue adquiriendo relevancia en los siglos posteriores.
El poblado no pertenecía a ningún pueblo rapanui, creyéndose que allí se alojaban los sacerdotes. Se sabe que allí se celebraba la ceremonia del Tangata manu en las que participaban todos los habitantes de la isla; a inicios de la primavera, temporada en que las aves marinas anidan en los islotes como parada de descanso migratorio, en Orongo se reunían los jefes de los clanes (´ariki) de toda la isla junto con sus representantes (hopu manu) que bajarían el acantilado de 300 metros y nadarían 1.400 metros para buscar, en el mayor de los tres islotes (Motu Nui) que existen frente al pueblo, un huevo de manutara (Gaviotín Apizarrado), ya que quien lo encontrara primero y volviera a Orongo entregándole el huevo a quien postulaba ser rey (tangata hoa manu) de la isla por el período de un año, era nombrado por los sacerdotes rey de toda la isla.

## Importancia
El culto de los antepasados, representado por el masivo tallado de estatuas megalíticas, o moai, fue uno de los rasgos más sobresalientes de la cultura prehistórica Rapa Nui', y sus manifestaciones dominan el paisaje insular.
Sin embargo, a partir del sigo XVI, la sociedad isleña fue abandonando el megalitismo como expresión política y religiosa, y reemplazándolo por el culto al dios Make-Make, estrechamente vinculado a la fertilidad, la primavera y la llegada de aves marinas migratorias.
Orongo llegó a ser el foco de este orden emergente, representando así una nueva etapa en la historia y cultura isleña, en la cual la religión y un sistema político diferentes a los anteriores se impuso gradualmente en la sociedad y marcó su devenir hasta fines del siglo XIX, fecha de la que data la última ceremonia celebrada en 1867. La pequeña aldea de Orongo representa aquella nueva fase histórica.

## Conservación
Orongo presenta, desde el punto de vista conservacional y arqueológico, una importante fragilidad. La aldea está emplazada en un borde estrecho del cráter, el cual está muy expuesto a la erosión marina, y a fuertes vientos y lluvias de forma permanente.
La escotadura o kari-kari, que se observa al sur de Orongo muestra cómo la acción del mar ha erosionado el volcán, y su avance en dirección al cráter.
En una de las casas meridionales de la aldea destacaba un moái llamado Hoa Haka Nana Ia; esta singular estatua de basalto tiene 2,5 m de alto, y en su espalda se grabaron varios petroglifos vinculados al ritual del tangata-manu. El moái fue sustraído en 1868 y hoy se exhibe en el Museo Británico de Historia Natural.

## Galería
|                                           |
| Situación de Orongo en la isla de Pascua. |

|                                        |
| Islotes donde anidan las aves marinas. |

|                      |
| Edificios de piedra. |

|                         |
| Entrada a una vivienda. |

|                                                                                |
| Sección de una casa de Orongo, dibujada en la expedición arqueológica de 1882. |

|              |
| Petroglifos. |

|                                                            |
| Volcán extinto Rano Kau, en el centro ceremonial de Orongo |